# Matrixkoeffizient
Als Matrixkoeffizienten bezeichnet man im mathematischen Gebiet der Darstellungstheorie gewisse zu einer Gruppendarstellung assoziierte Funktionen auf der Gruppe.
Zum Beispiel kann man nach Wahl einer Basis im Darstellungsraum die Darstellung durch den Gruppenelementen zugeordnete Matrizen beschreiben, deren einzelne Einträge Matrixkoeffizienten im Sinne der allgemeinen Definition sind.

## Definition
Sei {\displaystyle \rho \colon G\to GL(V)} eine Darstellung einer Gruppe {\displaystyle G} auf einem {\displaystyle \mathbb {C} }-Hilbertraum {\displaystyle V} mit Skalarprodukt {\displaystyle \langle \cdot ,\cdot \rangle }. 
Für je zwei Vektoren {\displaystyle v,w\in V} definiert man den Matrixkoeffizienten {\displaystyle c_{v,w}\colon G\to \mathbb {C} } durch 
{\displaystyle c_{v,w}(g)=\langle \rho (g)v,w\rangle }.

## Rekonstruktion der Darstellung aus ihren Matrixkoeffizienten
Nach Wahl einer Basis {\displaystyle \left\{e_{i}\right\}_{i\in I}} von {\displaystyle V} lässt sich jedes {\displaystyle \rho (g)} für {\displaystyle g\in G} aus den Matrixkoeffizienten 
{\displaystyle \left\{c_{e_{i},e_{j}}(g)\colon i,j\in I\right\}}
bestimmen.

## Schur-Orthogonalität
Sei {\displaystyle G} eine kompakte Gruppe mit Haarmaß {\displaystyle dg}, normiert auf {\displaystyle \int _{G}dg=1}, und sei {\displaystyle \dim(V)<\infty }.
Dann ist 
{\displaystyle \int _{G}f_{v_{1},w_{1}}(g){\overline {f_{v_{2},w_{2}}(g)}}\,dg={\frac {1}{\dim(V)}}\langle v_{1},w_{1}\rangle {\overline {\langle v_{2},w_{2}\rangle }}}
für alle {\displaystyle v_{1},w_{1},v_{2},w_{2}\in V}.

## Klassen von Darstellungen
Eine Darstellung heißt diskret, wenn alle Matrixkoeffizienten quadratisch integrierbar sind, also in {\displaystyle L^{2}(G)} liegen. Sie heißt temperiert, wenn die Matrixkoeffizienten in {\displaystyle L^{2+\epsilon }(G)} für ein {\displaystyle \epsilon >0} liegen.  